# Rasskazovskij rajon
Il Rasskazovskij rajon (in russo Рассказовский район?) è un rajon dell'Oblast' di Tambov, nella Russia europea; il capoluogo è Rasskazovo. Istituito nel 1928, ricopre una superficie di 1.802 chilometri quadrati e consta di una popolazione di circa 22.000 abitanti.
La composizione del distretto rasskazovsky comprende Nizhnespasskoye.